# 阿尔乔姆·奥夫查连科
阿尔乔姆·維亞切斯拉沃維奇·奥夫查连科（俄語：Артём Вячеславович Овчаренко；1986年12月31日），俄羅斯烏克蘭裔芭蕾舞演員，莫斯科大剧院芭蕾舞团首席（Principal）。

## 简介
11岁开始在第聂伯罗彼得罗夫斯克芭蕾学校接受芭蕾训练，17岁考入莫斯科大剧院附属芭蕾舞学校，师从亚历山大·班达连科（Alexander Bondarenko）。2007年毕业后进入莫斯科大剧院芭蕾舞团。
2007-2009年，师从芭蕾明星尼古拉·齐斯卡里泽（Nikolai Tsiskaridze），2008年首次在芭蕾舞剧《胡桃夹子》中担任主演。2009年至今师从莫斯科大剧院芭蕾泰斗尼古拉·法德耶谢夫（Nikolai Fadeyechev），并在后者的指导下主演莫斯科大剧院版《罗密欧与朱丽叶》，《雷蒙达》，《法老的女儿》，《睡美人》，《天鹅湖》等多部古典大戏。2010年12月19日，在莫斯科大剧院全球影院直播版《胡桃夹子》中担任男主角，以出色的表现赢得了世界观众的喜爱。
作为莫斯科大剧院85后新生代的代表人物，阿尔乔姆在担纲主演众多古典浪漫剧目的同时，也是大剧院近几年一系列新剧的主创人员之一，包括2011年阿莱克塞·拉特曼斯基（Alexei Ratmansky）编导的《幻灭》，韦恩·麦克格雷格尔创作的《Chroma》，2012年尤里·波索霍夫（Yuri Possokhov）的作品《古典交响曲》等。
2012年4月，受邀第一次参加圣彼得堡Dance Open芭蕾节，并随后和安娜·季霍米洛娃（Anna Tikhomirova）搭档参加了Dance Open在芬兰和摩纳哥的演出。

## 演出剧目

### 莫斯科大剧院
| 剧目                    | 角色（首演时间）                         | 编导                              |
| ----------------------- | ---------------------------------------- | --------------------------------- |
| Cipollino               | 警察（2007），樱桃伯爵（2009）           | G. Mayorov                        |
| 胡桃夹子                | 法国舞（2007），王子（2008）             | 尤里·格里格洛维奇                 |
| 排练课（Class Concert） | 独舞演员（2008）                         | 阿萨夫·梅塞雷尔                   |
| 法老的女儿              | 渔夫（2008），考古学家-Taor（2010）      | 皮埃尔·拉科特                     |
| 睡美人                  | 蓝鸟（旧版2008，新版2011），王子（2011） | 尤里·格里格洛维奇                 |
| C大调交响曲             | 独舞演员III（2008）                      | 乔治·巴兰钦                       |
| 葛蓓莉亚                | 弗朗茨（2009）                           | 谢尔盖·维卡列夫                   |
| 雷蒙达                  | 大舞步（2009），让·德·布里安（2010）     | 尤里·格里格洛维奇                 |
| 仙女                    | 詹姆斯（2009）                           | Johan Kobborg                     |
| 艾斯米拉达              | 阿尔伯特（2009），菲比斯（2009）         | Yuri Burlaka，Vasily Medvedev     |
| 罗密欧与朱丽叶          | 罗密欧（2010）                           | 尤里·格里格洛维奇                 |
| 彼得鲁什卡              | 彼得鲁什卡（2010）                       | 谢尔盖·维卡列夫                   |
| 吉赛尔                  | 伯爵（2011）                             | 尤里·格里格洛维奇                 |
| 巴黎火焰                | 古典芭蕾舞演员（2011）                   | 阿莱克赛·拉特曼斯基               |
| 幻灭                    | 芭蕾舞演员（2011）                       | 阿莱克赛·拉特曼斯基               |
| Chroma                  | 男三人舞（2011）                         | 韦恩·麦克格雷戈尔                 |
| Psalms交响曲            | 2011                                     | 依利·基里安                       |
| Anyuta                  | 学生（2012）                             | 弗拉迪米尔·瓦西里耶夫             |
| 天鹅湖                  | 齐格菲王子（2012）                       | 尤里·格里格洛维奇                 |
| 海盗                    | 欢庆大舞步独舞演员（2012）               | 阿莱克赛·拉特曼斯基，Yuri Burlaka |
| 古典交响曲              | 2012                                     | 尤里·波索霍夫                     |
| Dream of Dream          | 2012                                     | Jorma Elo                         |
| 阿波罗                  | 阿波罗（2012）                           | 乔治·巴兰钦                       |
| 伊凡雷帝                | 柯布斯基（2012）                         | 尤里·格里格洛维奇                 |
| 邋遢大王奇遇记          | 邋遢大王（2012）                         | Yuri Smekalov                     |
| 珠宝                    | 钻石双人舞（2013）                       | 乔治·巴兰钦                       |
| 奥涅金                  | 连斯基（2013）                           | 约翰·克兰科                       |
| 马可·斯巴达             | 马可·斯巴达（2013）                      | 皮埃尔·拉克特                     |
| 茶花女                  | 阿尔芒（2014）                           | 约翰·诺伊梅尔                     |
| 驯悍记                  | 卢桑提奥（2014）                         | 让-克里斯托弗·马约                |

### 访问演出与客座
2010年 

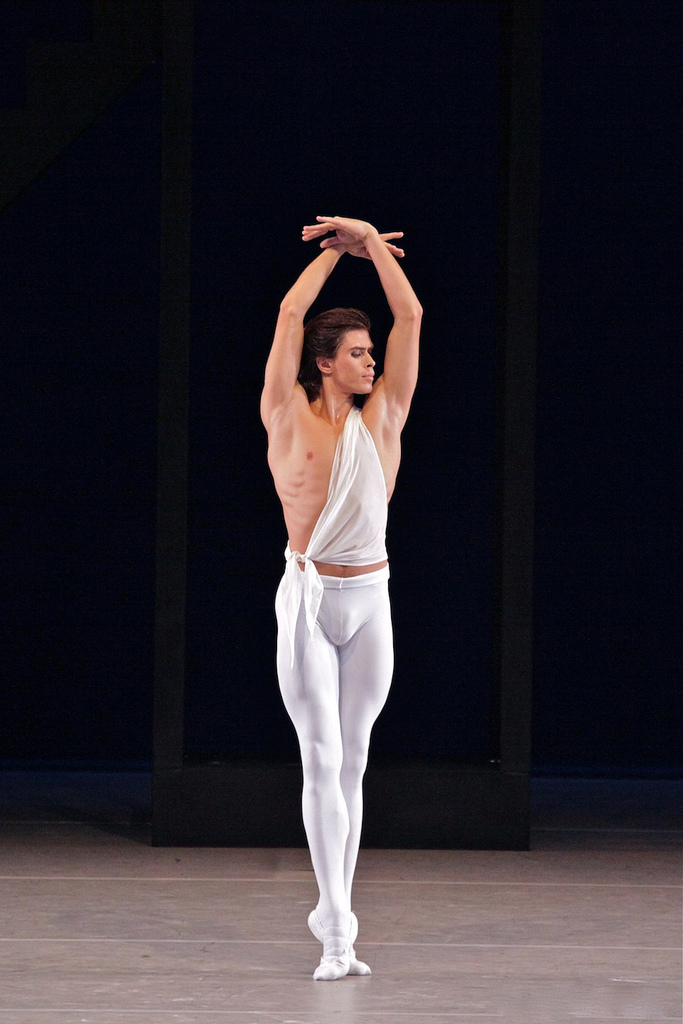
Artem Ovcharenko as Apollo, "Apollon Musagète", Boshoi Ballet, 2012

- 随莫斯科大剧院芭蕾舞团访问北京，在中国国家大剧院参与《法老的女儿》演出，担任“渔夫”角色，并第一次担任此剧男主角(Lord Wilson/Taor)

2011年 
- 随莫斯科大剧院芭蕾舞团访问巴黎，在加尼叶歌剧院参与《巴黎火焰》的演出，担任剧中“芭蕾男演员”（Antoine Mistral）
- 客座参与柏林芭蕾舞团《艾斯米拉达》演出，与该团女首席亚娜·萨连科（Iana Salenko）搭档出演男主角菲比斯（Phoebus）

2012年
- 随莫斯科大剧院芭蕾舞团访问北美，在多伦多、华盛顿、洛杉矶主演《天鹅湖》、《葛蓓莉亚》

2013年
- 随莫斯科大剧院芭蕾舞团访问叶卡捷琳堡，演出《阿波罗》、《Classical Symphony》、《Dream of Dream》
- 随莫斯科大剧院芭蕾舞团访问伦敦，主演《天鹅湖》、《睡美人》

2014年
- 随莫斯科大剧院芭蕾舞团访问巴黎，演出《幻灭》
- 随莫斯科大剧院芭蕾舞团访问美国，在华盛顿、纽约主演《吉赛尔》、《天鹅湖》
- 随莫斯科大剧院芭蕾舞团访问摩纳哥，在蒙特卡洛演出《驯悍记》
- 受邀参加在中国香港举办的“舞之庆典——香港芭蕾舞团精彩35年”芭蕾晚会，演出《天鹅湖》

## 获得奖项
- 2006年柏林国际芭蕾奥林匹克大赛金奖
- 2008年“阿拉贝斯”芭蕾公开赛（彼尔姆）男子组一等奖，并凭借其流畅古典的技术风格获得“乌拉尔珍珠奖”和组委会奖；同年获得“Triumph”年度杰出青年艺术家称号
- 2009年莫斯科芭蕾大赛组委会特别奖“最佳伴舞奖”，及俄罗斯《芭蕾杂志》授予的“希望之星”

## 视频录像
- 《胡桃夹子》，王子，Bel Air Classiques 2011年发行，搭档尼娜·卡普索娃（Nina Kaptsova），2010年于莫斯科大剧院录制
- 《睡美人》，蓝鸟大双人舞，Bel Air Classiques 2012年发行，搭档尼娜·卡普索娃，2011年于莫斯科大剧院录制

1. ↑  .   [2012-02-20]. （原始内容存档于2016-04-06） （俄语）.